# マーク・ブリッジス
マーク・ブリッジス（Mark Bridges）は、アメリカ合衆国の衣裳デザイナーである。
ニューヨーク州立大学ストーニーブルック校卒業。2011年のフランス映画『アーティスト』と2017年のアメリカ映画『ファントム・スレッド』によりアカデミー衣裳デザイン賞を2度受賞した。

## 主なフィルモグラフィ

### 映画
- ブギーナイツ Boogie Nights (1997) 衣裳デザイン
- 待ちきれなくて… Can't Hardly Wait (1998) 衣裳デザイン
- Thursday (1998) 衣裳デザイン
- タイムトラベラー きのうから来た恋人 Blast from the Past (1999) 衣裳デザイン
- ディープ・ブルー Deep Blue Sea (1999) 衣裳デザイン
- マグノリア Magnolia (1999) 衣裳デザイン・プロダクションデザイン
- Cirque du Soleil Journey of Man (2000) 衣裳デザイン
- Beyond the Pale (2001) 衣裳デザイン
- ブロウ Blow (2001) 衣裳デザイン
- パンチドランク・ラブ Punch-Drunk Love (2002) 衣裳デザイン
- 8 Mile 8 Mile (2003) 衣裳デザイン
- ミニミニ大作戦 The Italian Job (2003) 衣裳デザイン
- ハッカビーズ I Heart Huckabees (2004) 衣裳デザイン
- Be Cool/ビー・クール Be Cool (2005) 衣裳デザイン
- 毛皮のエロス/ダイアン・アーバス 幻想のポートレイト Fur (2006) 衣裳デザイン
- ゼア・ウィル・ビー・ブラッド There Will Be Blood (2007) 衣裳デザイン
- イエスマン “YES”は人生のパスワード Yes Man (2008) 衣裳デザイン
- マーシャル博士の恐竜ランド Land of the Lost (2009) 衣裳デザイン
- ベン・スティラー 人生は最悪だ! Greenberg (2010) 衣裳デザイン
- ザ・ファイター The Fighter (2010) 衣裳デザイン
- アーティスト The Artist (2011) 衣裳デザイン
- ザ・マスター The Master (2012) 衣裳デザイン
- キャプテン・フィリップス Captain Phillips (2013) 衣裳デザイン
- インヒアレント・ヴァイス Inherent Vice (2014) 衣裳デザイン
- ファントム・スレッド Phantom Thread (2017) 衣裳デザイン
- ジョーカー Joker (2019) 衣装デザイン

### テレビシリーズ
- Miss Match (2003) 衣裳デザイン
- Swingtown (2008) 衣裳デザイン

## 受賞歴
| 賞                               | 年   | 部門                               | 作品名                   | 結果       | 備考                                                                                             |
| -------------------------------- | ---- | ---------------------------------- | ------------------------ | ---------- | ------------------------------------------------------------------------------------------------ |
| アカデミー賞                     | 2011 | 衣裳デザイン賞                     | アーティスト             | 受賞       |                                                                                                  |
| アカデミー賞                     | 2014 | 衣裳デザイン賞                     | インヒアレント・ヴァイス | ノミネート |                                                                                                  |
| アカデミー賞                     | 2017 | 衣裳デザイン賞                     | ファントム・スレッド     | 受賞       | 受賞スピーチの最短記録となり、副賞としてKAWASAKIのジェットスキーとレイクハバスシティ旅行を獲得。 |
| 英国アカデミー賞                 | 2011 | 衣裳デザイン賞                     | アーティスト             | 受賞       |                                                                                                  |
| 英国アカデミー賞                 | 2017 | 衣裳デザイン賞                     | ファントム・スレッド     | 受賞       |                                                                                                  |
| サテライト賞                     | 2011 | 衣裳デザイン賞                     | アーティスト             | ノミネート |                                                                                                  |
| 衣裳デザイナー組合賞             | 2001 | 映画衣裳デザイン賞                 | ブロウ                   | ノミネート |                                                                                                  |
| 衣裳デザイナー組合賞             | 2011 | 映画衣裳デザイン賞（ピリオド部門） | アーティスト             | ノミネート |                                                                                                  |
| クリティクス・チョイス・アワード | 2011 | 衣裳デザイン賞                     | アーティスト             | 受賞       |                                                                                                  |
| クリティクス・チョイス・アワード | 2014 | 衣裳デザイン賞                     | インヒアレント・ヴァイス | ノミネート |                                                                                                  |
| クリティクス・チョイス・アワード | 2017 | 衣裳デザイン賞                     | ファントム・スレッド     | 受賞       |                                                                                                  |
| フェニックス映画批評家協会賞     | 2011 | 衣裳デザイン賞                     | アーティスト             | 受賞       |                                                                                                  |